# 實力比試
實力比試，是日本純種競賽馬匹。生涯主要出戰中距離賽事，曾在2019年勝出紫苑錦標。

## 出賽前
2016年3月21日出生於北海道安平町北部牧場，成長途中於一口馬主俱樂部Carrot Farm Co. Ltd.進行馬主募集。
其後交由美浦訓練中心練馬師黑岩陽一訓練。

## 競賽生涯

### 2歲
2018年10月13日出戰東京競馬場2歲新馬戰，選擇在中團位置等待時機下在直路於外檔順利透出，最終轟出後600米33.4秒的末腳速度下超越所有對手取得首勝。

### 3歲
2019年年初以新山紀念作為首戰，本次比賽稍為前置下一直維持於第五的位置，但在直路上無法順利提速被其他對手壓制，最終以第四落敗。
4月21日增程出戰優駿牝馬（日本橡樹大賽）前哨戰花仙錦標，繼續以前置的戰術展開賽事，但在直路仍然未能主動上前透出，再度以第四的戰績完賽。
由於未有優駿牝馬的優先出賽權，因而前往放草並於夏季復出出戰3歲以上一捷馬戰。比賽初段，其以不俗的反應向前推進，一直處於有利的先頭部隊之中。進入直路後，其輕鬆加速衝刺並逐步彈離後方對手，最終以3馬位優勢取得勝利。
進入秋季後以紫苑錦標作為目標，比賽初段隨即進佔第三的位置，緊貼前方的Make Happy及機伶金花前進，在最後彎道逐步透出。進入直路後，其於初段經已進入加速狀態，不斷衝刺下成功進佔領先位置，最終亦能力退追趕的波爾卡舞，以鼻位優勢取得首個分級賽勝利。
10月13日按照計劃出戰秋華賞，比賽初段繼續採用紫苑錦標時的戰術保持在第三，但在最後直路初段經已退後至第五，中段進一步失速下以第十大敗。

### 4歲
2020年年初以愛知盃作為首戰，但在直路上未能發揮出相當的加速力，最終一直維持於中團位置下以第七落敗。
3月5日轉戰泥地出戰女帝盃，維持於最後位置下於第二圈對面直路沿着外檔位置加速上前，在直路上繼續維持走勢奮力推進，最終僅敗於Andes Queen及Namura Merci取得季軍。
4月上旬繼續在泥地賽事尋找突破，然而出戰海洋盃時採取居中戰術下在直路上一直未能突圍而出，最終以第九落敗。
7月時回歸草地出戰七夕賞以領放姿態展開賽事，但因乏力僅跑獲第六，12月時的十二月錦標更以第九完賽。

### 5歲
2021年持續於低迷之中，4月在福島牝馬錦標以第十落敗，6月在人魚錦標更跑獲包尾第十六。
其後，陣營原定安排其以新潟牝馬錦標作為秋季的起動戰，但在9月下旬腳部出現不適下決定退役。

### 詳細賽績
| 日期       | 舉辦國家 | 馬場 | 距離   | 級別   | 賽事名稱      | 負重 | 騎師     | 馬號 | 出馬 | 名次 | 時間   | 頭馬（二馬）     |
| ---------- | -------- | ---- | ------ | ------ | ------------- | ---- | -------- | ---- | ---- | ---- | ------ | ---------------- |
| 13/10/2018 | 日本     | 東京 | 草1600 |        | 2歲新馬       | 54   | 池添謙一 | 10   | 18   | 1    | 1:35.8 | （Wide Pharaoh） |
| 6/1/2019   | 日本     | 京都 | 草1600 | GIII   | 新山紀念      | 54   | 池添謙一 | 9    | 12   | 4    | 1:36.1 | Val d'Isere      |
| 21/4/2019  | 日本     | 東京 | 草2000 | GII    | 花仙錦標      | 54   | 石橋脩   | 8    | 18   | 4    | 1:59.6 | 勝券天女         |
| 7/7/2019   | 日本     | 福島 | 草2000 |        | 3歲以上捷馬戰 | 52   | 戶崎圭太 | 8    | 13   | 1    | 2:00.9 | （Hagino Kaela） |
| 7/9/2019   | 日本     | 中山 | 草2000 | GIII   | 紫苑錦標      | 54   | 戶崎圭太 | 15   | 15   | 1    | 1:58.3 | （波爾卡舞）     |
| 13/10/2019 | 日本     | 京都 | 草2000 | GI     | 秋華賞        | 55   | 戶崎圭太 | 16   | 17   | 10   | 2:01.1 | 創世駒           |
| 18/1/2020  | 日本     | 小倉 | 草2000 | GIII   | 愛知盃        | 54   | 池添謙一 | 8    | 16   | 7    | 2:02.3 | 電工使者         |
| 5/4/2020   | 日本     | 川崎 | 泥2100 | JpnII  | 女帝盃        | 55   | 森泰斗   | 5    | 13   | 3    | 2:17.6 | Andes Queen      |
| 2/4/2020   | 日本     | 船橋 | 泥1600 | JpnIII | 海洋盃        | 56   | 內田博幸 | 13   | 14   | 9    | 1:43.3 | Salsa Dione      |
| 12/7/2020  | 日本     | 福島 | 泥2000 | GIII   | 七夕賞        | 54   | 戶崎圭太 | 4    | 16   | 6    | 2:03.2 | 越來越愛         |
| 20/12/2021 | 日本     | 中山 | 草1800 | L      | 十二月錦標    | 54   | 丸山元氣 | 14   | 15   | 9    | 1:50.4 | 雙星相伴         |
| 24/4/2021  | 日本     | 新潟 | 草1800 | GIII   | 福島牝馬錦標  | 54   | 津村明秀 | 3    | 15   | 10   | 1:47.4 | 民族服裝         |
| 20/6/2021  | 日本     | 阪神 | 草2000 | GIII   | 人魚錦標      | 54   | 荻野極   | 11   | 16   | 16   | 2:01.9 | 勁草滿山         |

## 退役後
退役後，實力比試成為了配種馬，於北海道安平町北部牧場休養，在2022年進行配種。首匹子嗣於2023年出生，可於2025年出賽。

### 詳細繁殖資料
| 數目   | 馬名         | 出生年 | 性別 | 父系         | 練馬師           | 馬主               | 戰績       |
| ------ | ------------ | ------ | ---- | ------------ | ---------------- | ------------------ | ---------- |
| 第一匹 | Bullet Pass  | 2023   | 雄   | 艾恩遺跡     | 栗東・中內田充正 | Carrot Farm Co Ltd | （出賽前） |
| 第二匹 | 實力比試2024 | 2024   | 雌   | Silver State |                  |                    | （出賽前） |

## 血統簡介
父系統治地位爲日本賽駒，生涯戰績優秀，曾遠征香港出戰女皇盃取得大捷。祖父夏威夷王爲日本賽駒，生涯戰績極爲優秀，僅得一戰未能獲勝，曾勝出一級賽NHK一哩賽及東京優駿，爲日本史上首匹贏得變則二冠的賽駒。
母系Mighty Slew為日本賽駒，生涯僅勝出條件戰級別的賽事。外祖父大洋船爲美國生產的日本賽駒，於草地泥地賽事均有表現，曾勝出NHK一哩賽及日本盃泥地大賽。

### 血統表
| 父線：金滿寶系（淘金者系）          |                         |               |                 |
| 種馬 統治地位 2007年（棗色）        | 夏威夷王 2001年（棗色） | 金滿寶        | 淘金者          |
| 種馬 統治地位 2007年（棗色）        | 夏威夷王 2001年（棗色） | 金滿寶        | Miesque         |
| 種馬 統治地位 2007年（棗色）        | 夏威夷王 2001年（棗色） | Manfath       | 最後大官        |
| 種馬 統治地位 2007年（棗色）        | 夏威夷王 2001年（棗色） | Manfath       | Pilot Bird      |
| 種馬 統治地位 2007年（棗色）        | 氣槽 1993年（棗色）     | 東來兵        | Kampala         |
| 種馬 統治地位 2007年（棗色）        | 氣槽 1993年（棗色）     | 東來兵        | Severn Bridge   |
| 種馬 統治地位 2007年（棗色）        | 氣槽 1993年（棗色）     | Dyna Carle    | 北方風味        |
| 種馬 統治地位 2007年（棗色）        | 氣槽 1993年（棗色）     | Dyna Carle    | Shadai Feather  |
| 繁殖雌馬 Mighty Slew 2006年（灰色） | 大洋船 1998年（灰色）   | French Deputy | Deputy Minister |
| 繁殖雌馬 Mighty Slew 2006年（灰色） | 大洋船 1998年（灰色）   | French Deputy | Mitterand       |
| 繁殖雌馬 Mighty Slew 2006年（灰色） | 大洋船 1998年（灰色）   | Blue Avenue   | Classic Go Go   |
| 繁殖雌馬 Mighty Slew 2006年（灰色） | 大洋船 1998年（灰色）   | Blue Avenue   | Eliza Blue      |
| 繁殖雌馬 Mighty Slew 2006年（灰色） | Slew All 1990年（棗色） | 西雅圖迴旋    | My Charmer      |
| 繁殖雌馬 Mighty Slew 2006年（灰色） | Slew All 1990年（棗色） | 西雅圖迴旋    | {{{mmfm}}}      |
| 繁殖雌馬 Mighty Slew 2006年（灰色） | Slew All 1990年（棗色） | Over All      | 淘金者          |
| 繁殖雌馬 Mighty Slew 2006年（灰色） | Slew All 1990年（棗色） | Over All      | Full Tigress    |
| 雌系：號族：8-h                     |                         |               |                 |
| 五代內近親交配：淘金者 4×4          |                         |               |                 |

## 命名由來
名字Passing Through（パッシングスルー）意思為通過，於英語語境中，帶有「優雅地超越對手」的聯想，香港則取此聯想，翻譯為「實力比試」。

## 外部連結
- 實力比試 netkeiba.com （页面存档备份，存于）
- 血統表 （页面存档备份，存于）